# Herpes neonatorum
Der Herpes neonatorum (lat. neonatus: Neugeborener), auch Neugeborenen-Herpes, Herpes-Sepsis des Neugeborenen, ist eine oft tödlich verlaufende Infektion mit Herpes-simplex-Viren (HSV), die während der Geburt auf das Kind übertragen wird. Überwiegend findet man beim Herpes neonatorum das HSV-2, da er fast immer durch einen bestehenden Herpes genitalis der Mutter ausgelöst wird.

## Epidemiologie
Für den deutschsprachigen Raum liegen keine veröffentlichten Zahlen zum Herpes neonatorum vor. In den Niederlanden betrug die jährliche Inzidenz zwischen 1999 und 2005 3,2 pro 100.000 Lebendgeburten. In Dänemark betrug diese zwischen 1977 und 1991 2,4 bis 4,6.

## Erkrankung
Der Herpes neonatorum entsteht während oder kurz nach der Geburt (perinatal) entweder durch aufsteigende Infektion nach dem Blasensprung oder im infizierten Geburtskanal; überwiegend wird das Herpes-simplex-Virus 2 nachgewiesen. Das Risiko einer kindlichen Infektion ist bei einer genitalen Erstinfektion der Mutter kurz vor der Entbindung besonders hoch, da noch keine, teilweise die Infektion abmildernde Antikörper durch die Plazenta auf das Kind übergehen und die Virusproduktion bei Primärinfektionen erheblich gesteigert ist. Die Wahrscheinlichkeit einer disseminierten Infektion beim Neugeborenen liegt bei 75 %, wenn genitale HSV-Läsionen bei der Mutter nachweisbar sind. Das Virus kann jedoch auch ausgeschieden werden, wenn keine Läsionen erkennbar sind. Sehr selten kann auch nach der Geburt eine Infektion durch einen Herpes labialis der Mutter, des Vaters oder des medizinischen Personals erfolgen.
Der Herpes neonatorum ist eine generalisierte, disseminierte Herpes-simplex-Infektion (Herpes neonatorum generalisatus), da er sowohl die Haut als auch innere Organe und das Zentralnervensystem (ZNS) einbeziehen kann. Auf der Haut sind verstreut typische Herpesbläschen zu erkennen, die sich rasch spontan öffnen und zu größeren Ulzera konfluieren. Möglich sind eine HSV-Pharyngitis, -Pneumonie, -Hepatitis, -Keratitis und als krankheitsentscheidende Erkrankung eine Herpes-simplex-Enzephalitis. Typische Hautläsionen können bei 20–40 % der infizierten Kinder fehlen. Die Erkrankung schreitet rasch in wenigen Tagen voran.

## Diagnostik
Bei der Mutter kann ein direkter Virusnachweis mittels Zellkultur oder PCR aus Herpes-simplex-Bläschen, Scheiden- und Zervixabstrichen das Vorhandensein von HSV beweisen und das Risiko für eine Infektion des Kindes aufzeigen.
Beim Kind wird der Erreger direkt nachgewiesen. Der Test sollte mit Hautabstrichen, Bläschenflüssigkeit, Blutserum und Rachenabstrichen durchgeführt werden. Frühestens nach dem 3. Tag kann das Virus auch im Liquor vorliegen. Der serologische Nachweis von Antikörpern beim Kind ist nutzlos, da mütterliche Antikörper nachgewiesen werden und selbst ein negativer Antikörpertest die Erkrankung nicht ausschließen kann.
Als Differentialdiagnose der Hauterscheinungen kommen eine Dermatitis exfoliativa neonatorum, Urticaria neonatorum, Bloch-Sulzberger-Syndrom (Incontinentia pigmenti) oder eine perinatale Infektion mit dem Varizella-Zoster-Virus in Betracht.

## Therapie
Bei klinischem Verdacht und/oder direktem Nachweis des Virus ist eine möglichst frühe intravenöse Therapie mit Aciclovir oder Valaciclovir einzuleiten.

## Prophylaxe
Die Gabe von Virustatika vor der Geburt ist in seiner Wirkung umstritten, eine lokale Behandlung und Impfstoffe gegen HSV-1/2 zur Prophylaxe der Infektion beim Neugeborenen werden derzeit diskutiert, ihr Nutzen ist noch unklar. Der Nachweis einer genitalen HSV-Erstinfektion, einer klinisch manifesten Reaktivierung oder dem Nachweis von HSV-1/2 im Geburtskanal oder der Vulva ist eine Indikation für einen Kaiserschnitt. Da die Zeit von der Eröffnung der Fruchtblase bis zur Entbindung mit einer wachsenden Gefahr eines Herpes neonatorum einhergeht, ist eine zügige Entscheidung zu treffen.

## Prognose
Die Sterblichkeit ist abhängig von den betroffenen Organsystemen; insbesondere eine sich entwickelnde Enzephalitis bedeutet eine sehr schlechte Prognose. Ein unbehandelter Herpes neonatorum ist in 50–80 % der Fälle letal, überlebende Neugeborene zeigen schwere neurologische, motorische und kognitive Defizite. Ist das ZNS nicht betroffen, so ist eine rechtzeitige Therapie meist erfolgreich.

Als Spätkomplikation kann es beim Kind nach Jahren gehäuft zu gefährlichen Reaktivierung des HSV kommen, selbst wenn ein Herpes neonatorum nur milde verlief und rechtzeitig behandelt wurde. Die Reaktivierung betrifft oft die Netzhaut in Form einer akuten, nekrotisierenden Herpes-simplex-Retinitis.